# Shūraku-en
Le Shūraku-en (衆楽園, Shūrakuen) est un jardin japonais situé à Tsuyama dans la préfecture d'Okayama au Japon, construit en 1658 par Mori Nagatsugu, seigneur de Tsuyama.

## Histoire
Réalisé entre 1655 et 1658 par de jardiniers de Kyoto invités par le second daimyo du domaine de Tsuyama, Mori Nagatsugu, il s'inspire du palais impérial Sentō (仙洞御所) du palais impérial de Kyoto (京都御所). Le jardin à l'époque couvre trois fois la superficie  du jardin moderne.
Au cours de l'époque d'Edo, le clan Matsudaira emploie le jardin comme gotaimenjo (御対面所) pour les réceptions ou la diplomatie. Aucun des bâtiments de l'époque d'Edo ne subsiste, les bâtiments actuels sont des reconstructions. Il reçoit le nom de Shūraku-en en 1870 puis est désigné lieu de beauté pittoresque (名勝, meishō) par l'administration en 2002. Il est maintenant ouvert gratuitement au public en tant que parc municipal. Il est cependant fermé pendant la nuit.

## Galerie

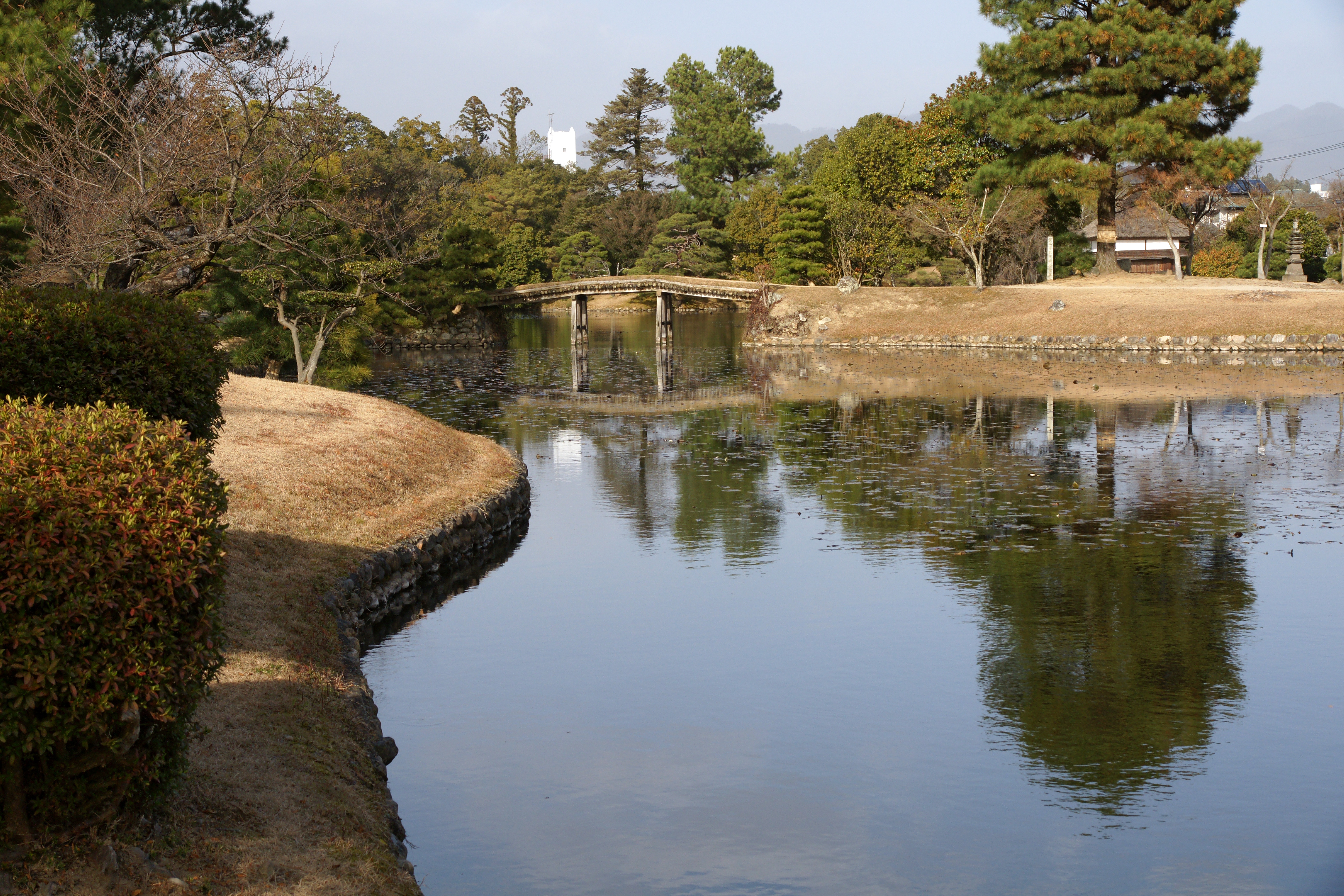
Étang sud.
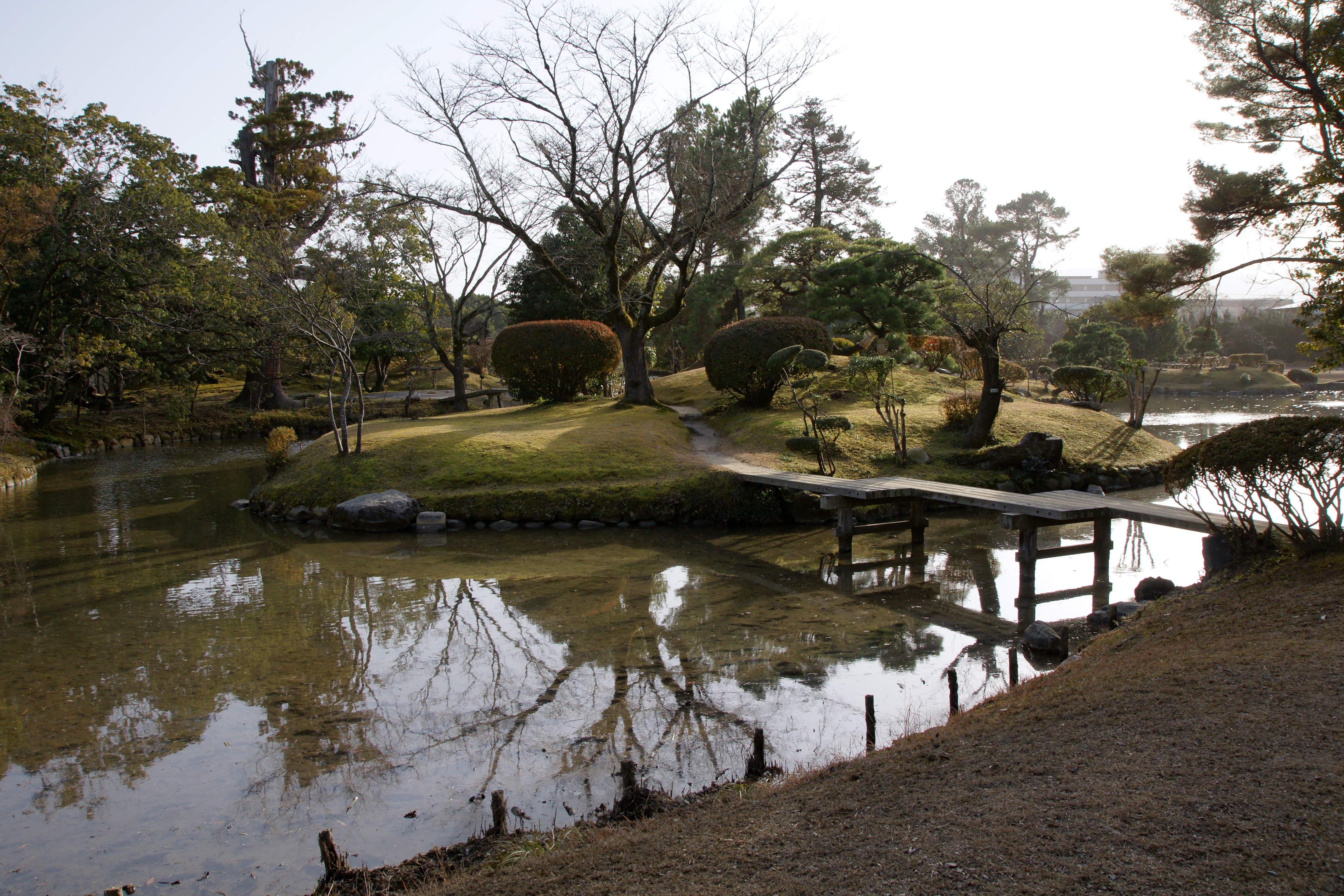
Nakanoshima.
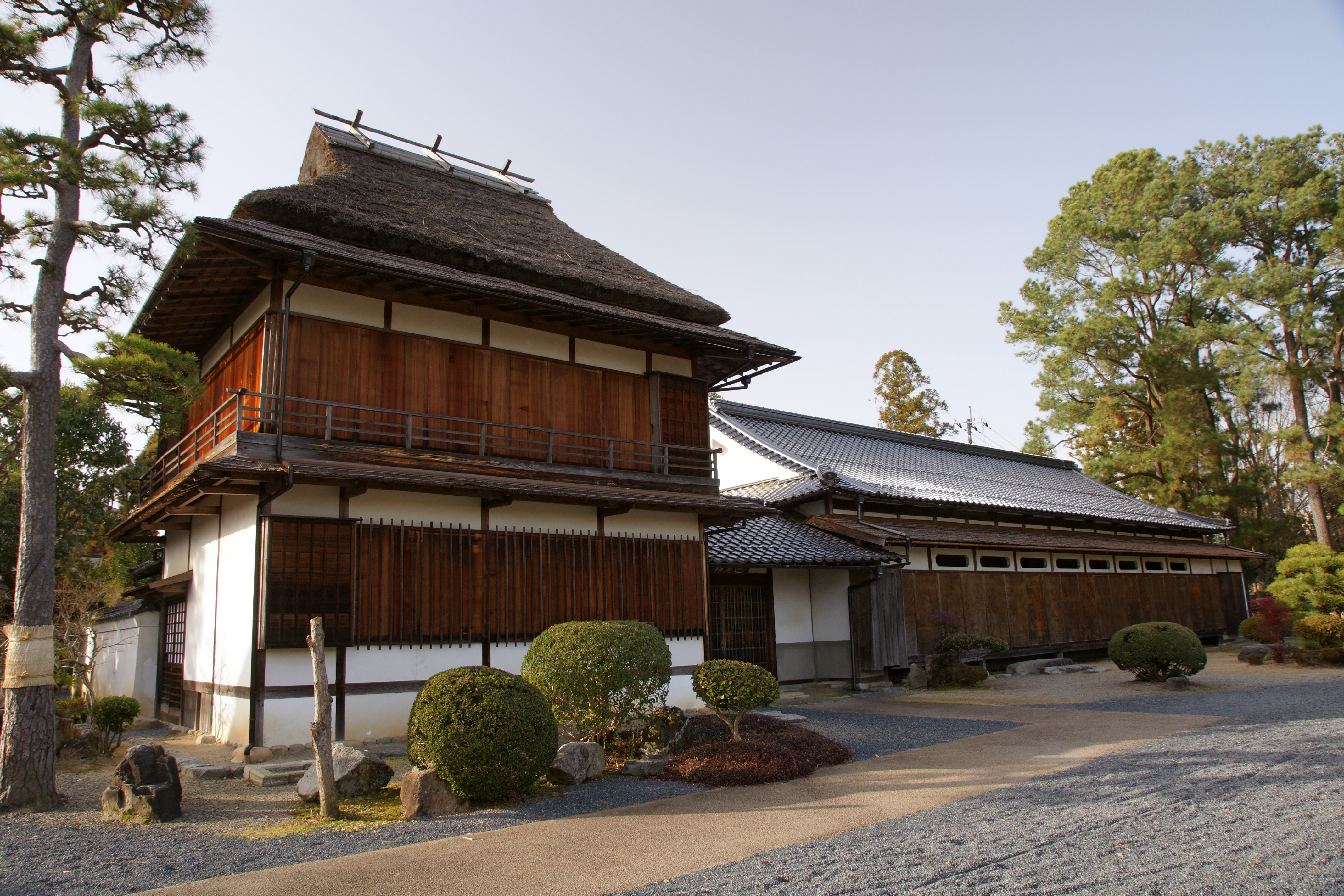
Yohokaku, maison d'hôtes.
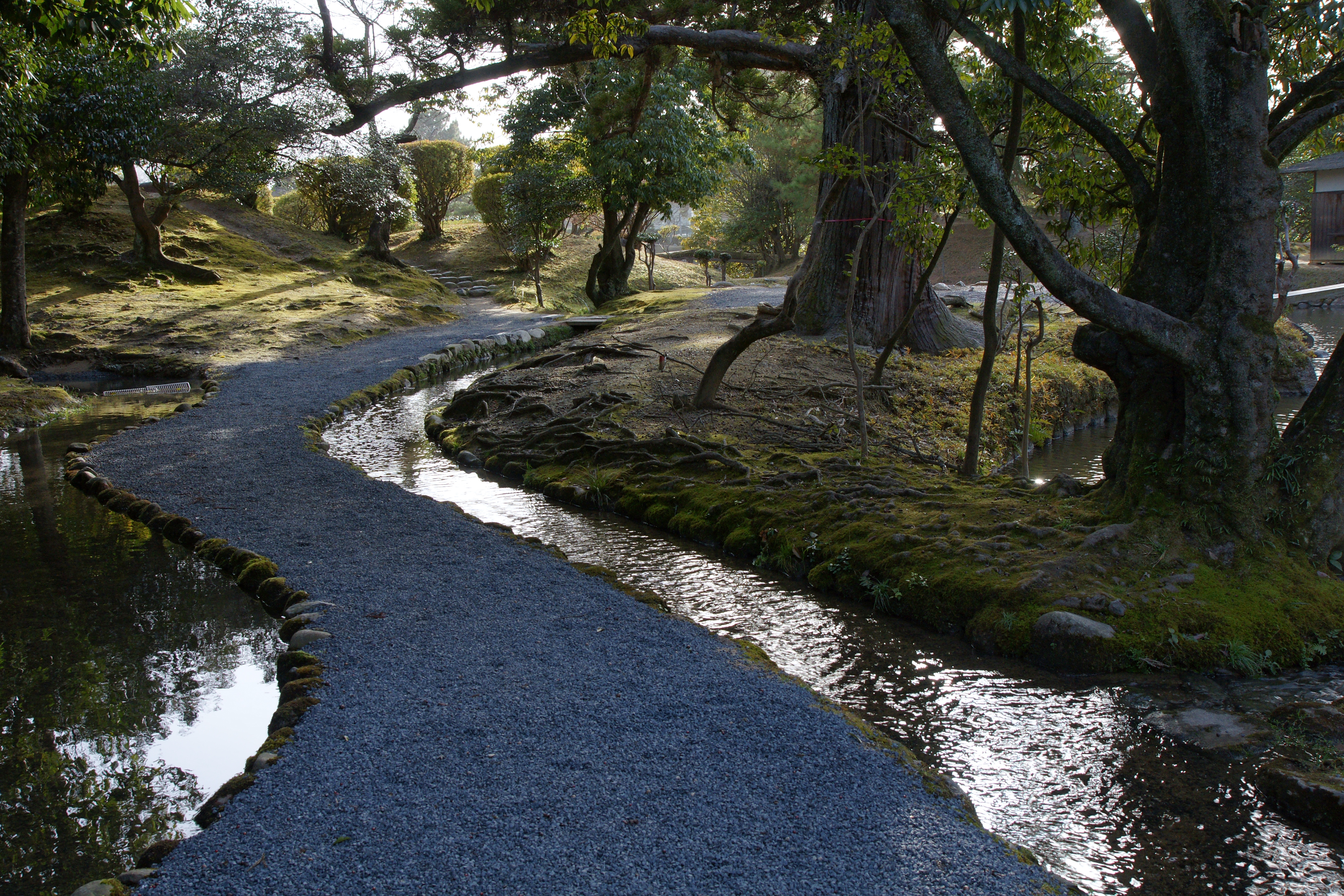
Chemin bordé d'eau.

## Source de la traduction
- (en) Cet article est partiellement ou en totalité issu de l’article de Wikipédia en anglais intitulé « Shūraku-en » (voir la liste des auteurs).